# Гнат Голий
Гнат Го́лий  (роки народження і смерті невідомі) — запорізький козак Ведмедівського куреня, один з керівників гайдамацького руху на Правобережній Україні, зокрема в районі Чорного Лісу, в 30—40-х роках 18 століття.

## З життєпису
Гнат Голий організував у верхів'ї річки Інгулу гайдамацький загін, який здійснював напади на маєтки польської шляхти. В 1741 році стратив у селі Степашках на Вінниччині (тепер село Гайсинського району Вінницької області) колишнього гайдамацького ватажка Саву Чалого, який перейшов на службу до польської шляхти.
Загін Голого діяв у околицях Тульчина, Немирова, Звенигородки до 1748 року. За даними чигиринського краєзнавця О. Найди, Гнат Голий був похований при в'їзді у Холодноярський ліс поблизу Креселецького лісництва ліворуч від дороги на Мотронинський монастир на природному підвищенні.

## У культурі
Про боротьбу Голого проти польських поневолювачів складено народні пісні. Яскравий образ Голого, борця за волю України, відтворив у історичній драмі «Сава Чалий» український драматург Іван Карпенко-Карий.

## Вшанування
23 квітня 2016 року на Чигиринщині, у Холодному Яру на місці ймовірного похованні відкрито пам'ятник Гнату Голому.

## Просилання
1. ↑  На Черкащині вшанування героїв Холодного Яру об’єднали патріотів. 472.ua. 25 квітня 2016. Архів оригіналу за 2 грудня 2017. Процитовано 1 грудня 2017 року.